# Реальные воспоминания международного убийцы
«Реальные воспоминания международного убийцы» (англ. True Memoirs of an International Assassin) — фильм-комедия 2016 года, режиссёра Джеффа Уодлоу и сценариста Джеффа Морриса. Фильм был выпущен 11 ноября 2016 года.

## Сюжет
Сэм Ларсон (Кевин Джеймс) является одиноким бухгалтером, который планирует опубликовать вымышленный роман «Мемуары международного убийцы», посвященный убийце, который занимается убийством людей за деньги, но испытывает проблемы с его окончанием, особенно подписанием того, что его главный герой говорит в конце книги. Играя со своим хорошим другом Амосом (Рон Рифкин), Амос рассказывает Ларсону о таинственном убийце, известном как «Призрак», который якобы умер в результате крушения вертолета, но некоторые говорят, что он успел спрыгнуть до того, как вертолет разбился. Вдохновленный, Ларсон заканчивает свой роман этим финалом, несмотря на возражения Амоса.
Его роман закончен, Ларсон не может найти кого-то, чтобы опубликовать свой роман, но, он не собирается сдаться, ему звонит виртуальный издатель, Кайли Эпплбаум (Келен Коулман), которая хочет опубликовать книгу, Ларсон соглашается, но через пару дней он обнаружил, что название его книги перешло в неистребимый мемуар под названием «Реальные воспоминания международного убийцы». Он оповещает об этом Кайли Эпплбаум, и она объясняет, что она изменила название, чтобы продать больше копий.

## В ролях
| Актёр            | Роль                   |
| ---------------- | ---------------------- |
| Кевин Джеймс     | Сэм Ларсон             |
| Сулай Энао       | Агент DEA Роза Боливар |
| Энди Гарсиа      | Эль-Торо               |
| Маурик Компт     | Джон                   |
| Келен Коулман    | Кайли Эпплбаум         |
| Эндрю Говард     | Антон Масович          |
| Рон Рифкин       | Амос/Призрак           |
| Роб Риггл        | Уильям Кобб            |
| Леонард Эрл Хоуз | Майкл Кливленд         |
| Юл Васкес        | Генерал Руис           |
| Ким Коутс        | Президент Куэто        |

## Производство
Сценарий фильма под названием «Реальные воспоминания международного убийцы», написанный Джеффом Моррисом, появился в 2009 году в чёрном списке лучших неработающих сценариев. История вращается вокруг бухгалтера и писателя, Джо, которого ошибочно принимают за убийцу, когда его роман, основанный на вымышленном сюжете, случайно публикуется как научная статья под названием «Реальные воспоминания международного убийцы». 6 мая 2015 года Кевин Джеймс был приглашен, чтобы сыграть главную роль. Джефф Уодлоу был нанят, чтобы переписать сценарий и снять фильм, который Merced Media будет финансировать, а PalmStar и «Global Film Group». Тодд Гэрнер и Кевин Фрэкс также продюсировали фильм вместе с Раджей Коллинз, Джастином Бегноудом и Радж Бриндер Сингх. 19 мая 2015 года было объявлено, что Netflix купил права на распространение в мире фильма.
20 октября 2015 года Генезис Родригес подписала контракт на съёмки в женской роли тайного агента DEA. 12 ноября 2015 года Энди Гарсиа присоединился к фильму, чтобы сыграть в Эль-Торо, революционного лидера.
23 ноября 2015 года Родригес покинула проект из-за травм, понесенных во время репетиций фильма; она заявила на своем Instagram, что «с огромным разочарованием я должена объявить, что я получила травму во время репетиций „Настоящих воспоминаний“, и я больше не могу продолжать работу». После её отпуска в тот же день «Вариэт» сообщил, что Сулай Энао подписала контракт на съёмки в качестве агента DEA, который ударил её покровом, чтобы помочь спасти Джо от наркобаронов. 7 декабря 2015 года Ким Коутс присоединился к проекту и дополнительный актёрский состав был объявлен в феврале 2016 года, в который вошли Морис Компте, Келен Коулман, Эндрю Говард, Роб Риггл, Леонард Эрл Хоуз и Юл Васкес.

## Критика
«Реальные воспоминания международного убийцы» были подвергнуты критике. Он содержит 0 % на Rotten Tomatoes на основе 8 рецензий со средним рейтингом 3,8 / 10. На Metacritic, фильм имеет 37 баллов из 100 на основе 6 рецензий, что указывает на «в целом негативные» отзывы.